# Gruzínská hokejová reprezentace
Gruzínská hokejová reprezentace je národní hokejové mužstvo Gruzie. Gruzínská hokejová federace sdružuje 450 registrovaných hráčů (z toho 64 seniorů), majících k dispozici 4 haly a 1 otevřený stadion s umělou ledovou plochou. Gruzie je členem Mezinárodní federace ledního hokeje od 8. května 2009. Hokejisté Gruzie jsou účastníci divize III MS 2014, 2015, 2016 a 2017.

## Mezistátní utkání Gruzie
3. 3. 1962  Litva 10:2 Gruzie 
4. 3. 1962  Kazachstán 11:3 Gruzie 
6. 3. 1962  Gruzie 11:2 Arménie 
7. 3. 1962  Litva 7:2 Gruzie 
10. 3. 1962  Gruzie 1:0 Kyrgyzstán 
11. 3. 1962  Estonsko 11:1 Gruzie 
11. 3. 1962  Lotyšsko 13:0 Gruzie 
11. 4. 2010  JAR 8:1 Gruzie 
12. 4. 2010  Arménie 22:1 Gruzie 
14. 10. 2012  Mongolsko 6:0 Gruzie 
15. 10. 2012  Řecko 13:0 Gruzie 
17. 10. 2012  Spojené arabské emiráty 9:1 Gruzie 
6. 4. 2014  KLDR 22:1 Gruzie 
7. 4. 2014  Hongkong 12:0 Gruzie 
9. 4. 2014  Bulharsko 19:1 Gruzie 
11. 4. 2014  Lucembursko 19:0 Gruzie 
12. 4. 2014  Spojené arabské emiráty 6:1 Gruzie 
3. 4. 2015  Lucembursko 15:3 Gruzie 
4. 4. 2015  KLDR 12:4 Gruzie 
6. 4. 2015  Turecko 13:1 Gruzie 
7. 4. 2015  Hongkong 11:3 Gruzie 
9. 4. 2015  Gruzie 4:1 Bosna a Hercegovina 
12. 4. 2015  Gruzie 5:4 Spojené arabské emiráty 
1. 10. 2015  Bulharsko 9:1 Gruzie 
31. 3. 2016  Turecko 5:4 Gruzie 
Gruzie prohrála kontumačně 0:5.
1. 4. 2016  Gruzie 8:0 Bosna a Hercegovina 
Gruzie prohrála kontumačně 0:5.
3. 4. 2016  Gruzie 6:5 JAR 
Gruzie prohrála kontumačně 0:5.
4. 4. 2016  Gruzie 5:0 Lucembursko 
Gruzie prohrála kontumačně 0:5.
6. 4. 2016  Gruzie 14:3 Hongkong 
Gruzie prohrála kontumačně 0:5.
26. 6. 2016  Gruzie 14:2 Bosna a Hercegovina 
27. 6. 2016  Gruzie 8:1 Turecko 
10. 4. 2017  Gruzie 6:5 JAR 
11. 4. 2017  Lucembursko 6:4 Gruzie 
13. 4. 2017  Gruzie 19:0 Spojené arabské emiráty 
15. 4. 2017  Bulharsko 9:3 Gruzie 
16. 4. 2017  Gruzie 14:3 Hongkong 